# Franz Carl Nellessen
Franz Carl Nellessen (* 29. Januar 1752 in Aachen; † 14. Juli 1819 ebenda) war ein deutscher Tuchfabrikant und Bürgermeister der Reichsstadt Aachen.

## Leben und Wirken
Der Sohn des Tuchmachers und Bürgerhauptmanns Johann Matthias Nellessen (1726–1781) und der Anna Maria Schmitz (* 1722) gehörte zu einer der bekanntesten Tuchmacherfamilien Aachens. Schon sein Großvater Franz besaß eine Tuchfabrik, die er 1737 von Burtscheid nach Aachen in die Mörgensgasse (heute Mörgensstraße) verlegt hatte und dabei Mitglied der Wollenambacht, der Zunft  der Tuchmacher wurde. Franz Carl übernahm schließlich die Tuchfabrik und firmierte diese unter „Carl Nellessen, J. M. Sohn“. Im Rats- und Staatskalender von 1791 wird er als „Kaufmann handelnd in spanisch-wüllenden Tüchern“ erwähnt. Seine Tuchfabrik erlangte später einen denkwürdigen Bekanntheitsgrad, als deren Mitarbeiter sich maßgeblich am Aachener Aufruhr vom 30. August 1830 beteiligten. 
Bereits einige Jahre zuvor war Nellessen für seine Zunft in den Rat der Freien Reichsstadt Aachen gewählt worden und bekleidete im Jahr 1788/1799 zusammen mit dem Bürgermeister der Schöffen, Johann Jakob von Wylre, das Amt des regierenden Bürgermeisters. Dies war auch die Zeit des finalen Höhepunktes der Aachener Mäkelei und zusammen mit Wylre gehörte Nellessen der „alten Partei“ an, die die Reformkräfte der „neuen Partei“ per kaiserlichem Dekret aus dem Rat geworfen hatte.
Nach dem Einmarsch der Franzosen ab 1792 und endgültig ab 1794 verschaffte sich Carl Franz Nellessen mit seiner Tuchfabrikation hohes Ansehen bei den Besatzern und gehörte im Jahr 1804 zu den Mitbegründern und Präsidiumsmitgliedern der von Napoléon initiierten chambre consultative des manufactures, fabriques, arts et métiers, aus der sich später die Industrie- und Handelskammer Aachen entwickelt hatte. Darüber hinaus zählte er zu den ersten Mitgliedern des 1805 gegründeten Clubs Aachener Casino, den später sein Sohn Heinrich über eine und sein Sohn Theodor über mehrere Wahlperioden hinweg als Präsident leitete.

## Familie
Franz Carl Nellessen war verheiratet mit Rosalie Theyssen (1765–1840), mit der er drei Töchter und vier Söhne hatte. Eine der Töchter, Karoline Aloisia Kornelia Katharina Nellessen (1787–1861) wurde die Großmutter des späteren Kunsthistorikers Stephan Beissel. Die vier Söhne, Heinrich (1789–1866), Carl (1799–1871), Theodor (1802–1888) und Franz (1805–1862) stiegen allesamt als Teilhaber in die Leitung des väterlichen Unternehmens ein. 
Von den vier Brüdern wurde Carl von Nellessen, der auch langjähriger Beigeordneter Bürgermeister Aachens war, 1856 geadelt und 1852 in dem preußischen Freiherrnstand erhoben. Er war der Stifter des Nellessen’schen Majorats auf Gut Schönthal und des anliegenden „Nellessenparks“. Der Theologe und Verfechter des Ultramontanismus, Leonhard Aloys Joseph Nellessen (1783–1859), war ein gemeinsamer Vetter der Geschwister.
Franz Carl Nellessen fand seine letzte Ruhestätte in der Familiengruft auf dem Aachener Ostfriedhof, in der mit Ausnahme des Carl von Nellessen auch seine Söhne und deren Familien begraben sind.